# Сидоров Василь Семенович
Василь Семенович Сидоров (1904, село Настасьїно Московської губернії, тепер Дмитровського району Московської області, Російська Федерація — ?) — радянський діяч, новатор сільськогосподарського виробництва, завідувач хати-лабораторії, бригадир колгоспу «Победа» Дмитровського району Московської області. Депутат Верховної Ради СРСР 1-го скликання.

## Біографія
Народився в родині селянина-середняка. З 1920-х років працював у сільському господарстві.
З 1930-х років — бригадир колгоспу «Победа» села Настасьїно Дмитровського району Московської області. Займався агротехнічними дослідами.
На 1937 рік — завідувач хати-лабораторії колгоспу «Победа» села Настасьїно Дмитровського району Московської області.

## Нагороди
- орден Трудового Червоного Прапора (30.12.1935)